# Феціали
Феціали (лат. Fetiales) — римська колегія жреців, єдиною функцією якої було ритуальне оголошення війни за дозволом сенату Рима. Для того 4 з 20 членів колегії вимагали від можливого супротивника відновлення статусу-кво і початку війни протягом місяця, якщо  не відбудеться задовільнення вимог.
Для ритуального захисту свого посольства на чужій території один з феціалів (лат. verbenarius) мав при собі зібрані у Римі землю і трави. При оголошенні війни приносилася в жертву вбита камінням свиня, яку повертали до ворожого кордону, після чого туди кидалася Гаста. Обряд феціалів формально забезпечував Риму ведення справедливої війни ( лат. bellum iustum, лат. bellum pium).
На початку III століття до н. е. ритуальне кидання гаст було скасовано. З 280 до н. е., у зв'язку з початком війни з Пірром, під ворожою територією став розумітися Храм Беллони, перед яким знову почали кидати списи.
Члени колегії призначалися довічно. Колегії феціалів були також у самнітів, латинів і інших італійських племен.